# Culex leei
Culex leei är en tvåvingeart som beskrevs av King och Harry Hoogstraal 1955. Culex leei ingår i släktet Culex och familjen stickmyggor. Inga underarter finns listade i Catalogue of Life.